# Sulfato de ferro (III)
Sulfato de ferro (III) ou sulfato férrico, também chamado de sesquissulfato de ferro ou de tersulfato de ferro, é um composto químico de ferro e sulfato (íon por sua vez composto de átomos enxofre e oxigênio). Possui fórmula Fe2(SO4)3 quando anidro, mas se apresenta normalmente como pentahidrato, Fe2(SO4)3·5H2O. O composto é diferente do mais comum sulfato de ferro (II) no raio do íon sulfato ao íon ferro que é maior.
Usualmente amarelo, mas podendo variar do branco ao cinza, é um sal cristalino rômbico inodoro e solúvel em água a temperatura ambiente. É usado em tingimento como mordente, e como um coagulante para tratamento de resíduos industriais. Ele também é usado em pigmentos, e em banho de decapagem para alumínio e aço.  Medicalmente é usado como adstringente e estíptico.
Sulfato férrico é produzido em larga escala pela reação de ácido sulfúrico com uma solução quente de sulfato de ferro (II), usando um agente oxidante (tal como o ácido nítrico ou peróxido de hidrogênio).